# 시오쓰촌 (아이치현)
시오쓰촌(塩津村)은 아이치현 호이군에 설치되었던 촌이다. 1954년 4월 1일 가마고리정, 미야정, 시오쓰촌 등 3개 정·촌이 합병하여 가마고리시가 신설되고 폐지되었다.